# 창사 자기부상 고속선
창사 자기부상 고속선(중국어: 长沙磁浮快线)은 중화인민공화국의 자기부상열차로 창사 시와 창사 황화 국제공항 사이를 시속 100km로 연결하는 자기부상열차이다. 2014년 5월에 공사를 시작하여 2016년 5월 6일 운행을 시작했다.

## 역 목록
| 역명      | 중국어     | 영어                | 환승역                    | 누적 거리 km | 소재지  |
| --------- | ---------- | ------------------- | ------------------------- | ------------ | ------- |
| S2선      |            |                     |                           |              |         |
| 창사 남역 | 磁浮高铁站 | Changshanan Station | ■ 2호선 ■ 4호선 창사 남역 | 0            | 위화 구 |
| 낭리      | 磁浮㮾梨站 | Langli              |                           | 7.55         | 창사 현 |
| 황화 공항 | 磁浮机场站 | Huanghua Airport    | ■ 6호선 CSX T1, T2        | 18.55        | 창사 현 |

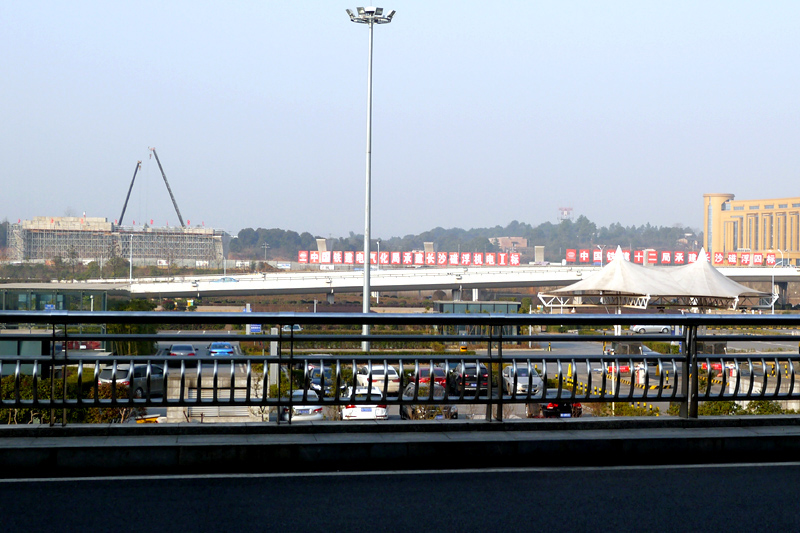
창사 자기부상 고속선 공사장 전경
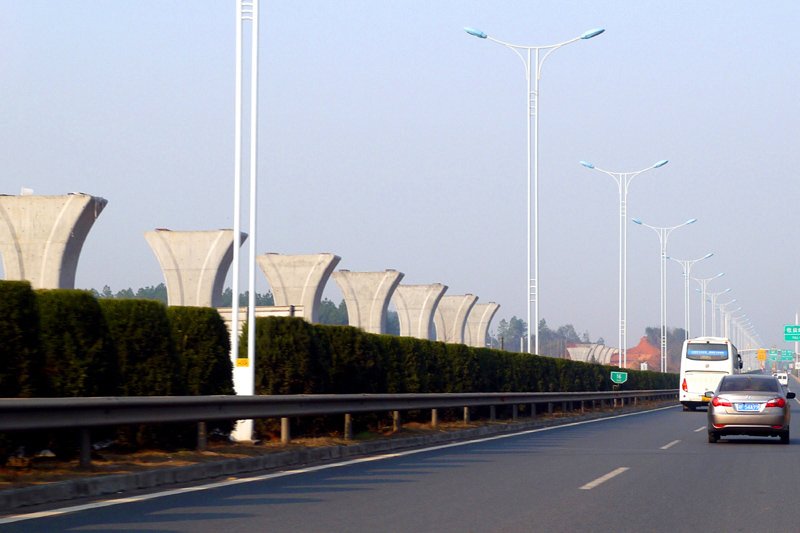
창사 자기부상 고속선 건설 장면
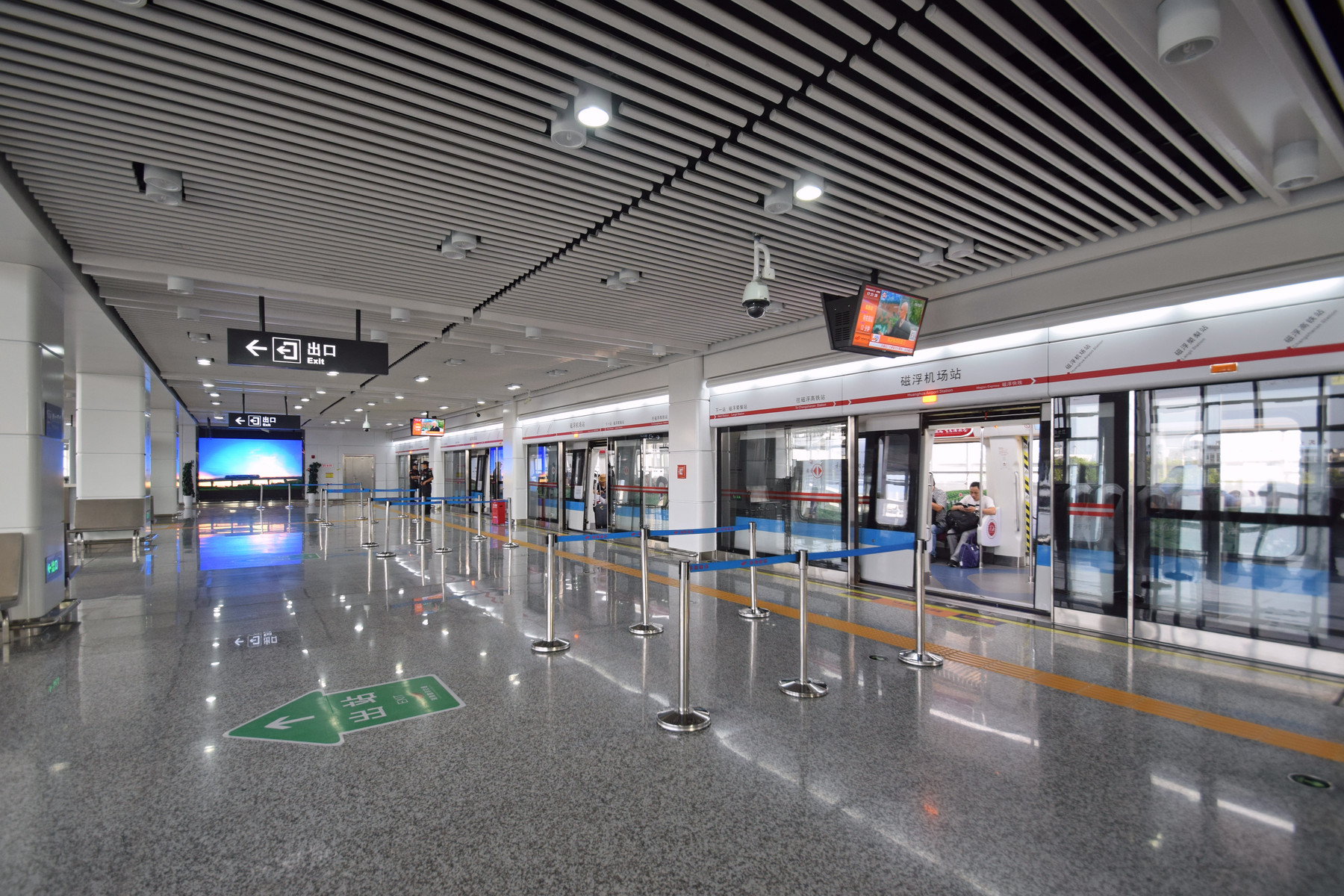
창사 황화 국제공항역 전경
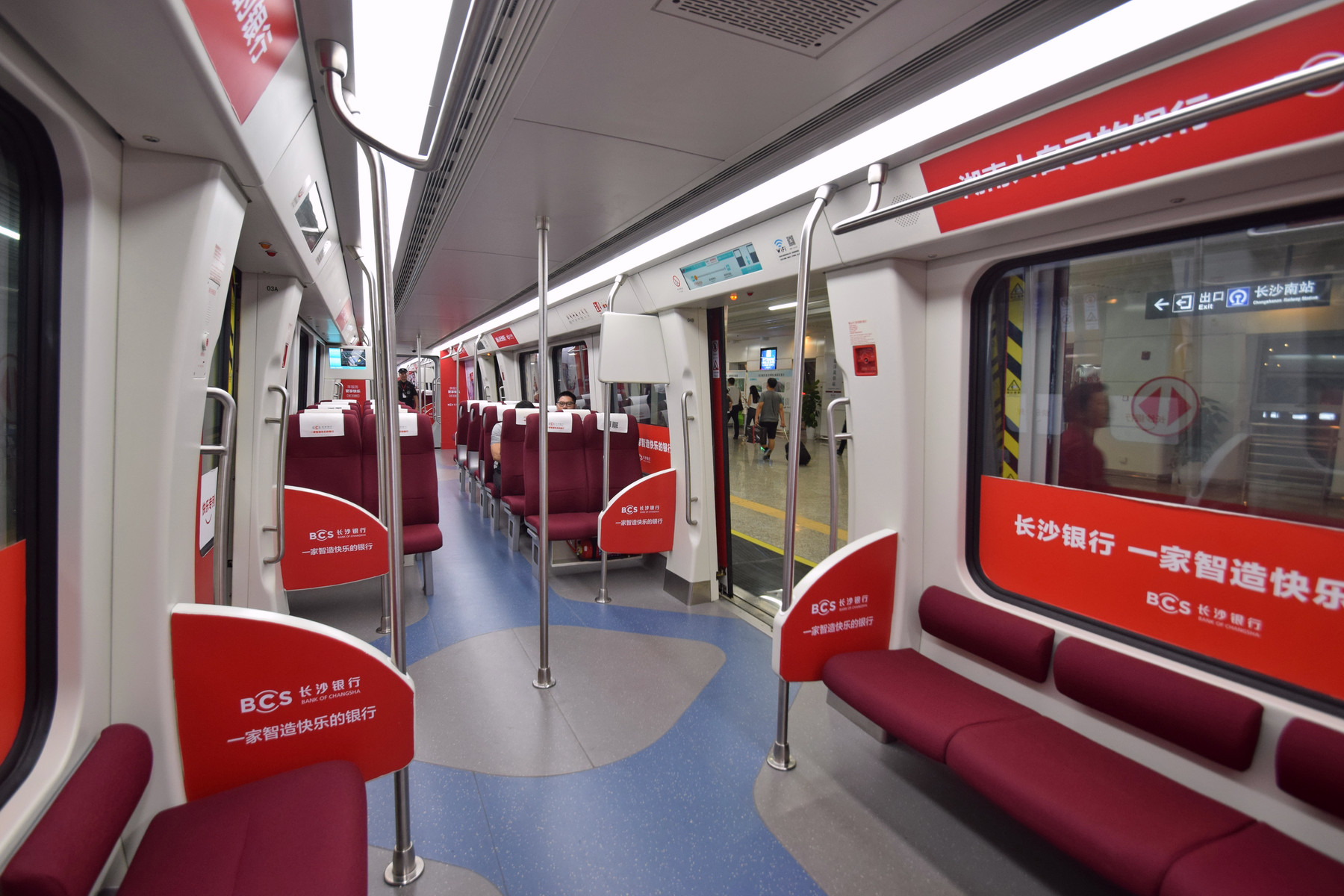
창사 자기부상 고속선 열차 내부

## 같이 보기
- 상하이 자기부상 시범운행선